# Rezzo
Rezzo là một đô thị ở tỉnh Imperia trong vùng Liguria, tọa lạc khoảng 100 km về phía tây nam của Genova và khoảng 20 km về phía tây bắc của Imperia. Tại thời điểm ngày 31 tháng 12 năm 2004, đô thị này có dân số 390 người và diện tích là 37,4 km².
Rezzo giáp các đô thị sau: Aurigo, Borgomaro, Carpasio, Molini di Triora, Montegrosso Pian Latte, Pieve di Teco, và Pornassio.